# Mark Bridges
Mark Bridges (ur. w Niagara Falls) – amerykański kostiumograf filmowy i teatralny. Dwukrotny laureat Nagrody BAFTA i Oscara za najlepsze kostiumy do filmów Artysta (2011) i Nić widmo (2017). Nominowany był również za Wadę ukrytą (2014). Stały współpracownik reżysera Paula Thomasa Andersona - pracowali wspólnie przy ośmiu fabularnych projektach, zaczynając od Sydney (1996).